# Соната призраков
«Соната призраков» (швед. Spöksonaten ) — камерная пьеса в трёх действиях, написанная в 1907 году шведским драматургом Августом Стриндбергом. Один из ключевых образцов модернистской драмы. 
Название позаимствовано из произведений Бетховена — фортепианной сонаты № 17, которую в письме к Эмилю Шерингу Стриндберг называет «призрачной сонатой», а также фортепианного трио № 5 «Призрак».

## Сюжет
Пьеса рассказывает о приключениях молодого студента, идеализирующего жизнь обитателей элитного дома в Стокгольме. На улице он знакомится с таинственным Яковом Хуммелем, который помогает ему проникнуть в общество обитателей дома. С помощью Студента Хуммель надеется отомстить своему врагу, Полковнику. По ходу действия Студент узнаёт, что все жильцы дома так или иначе связаны друг с другом цепочкой измен и предательств. В итоге план мести Хуммеля проваливается, а студент понимает, что дом, который он так идеализировал, — настоящий ад на земле.
В этом произведении Стриндберг создаёт мир, где призраки ходят при дневном свете, прекрасная женщина превращается в мумию, живущую в шкафу, а домашний повар высасывает все питательные соки из еды перед тем, как подать её хозяевам.

### Действующие лица
- Старик, Яков Хуммель.
- Студент, Архенхольц
- Молочница, (видение)
- Привратник
- Привратница
- Умерший консул

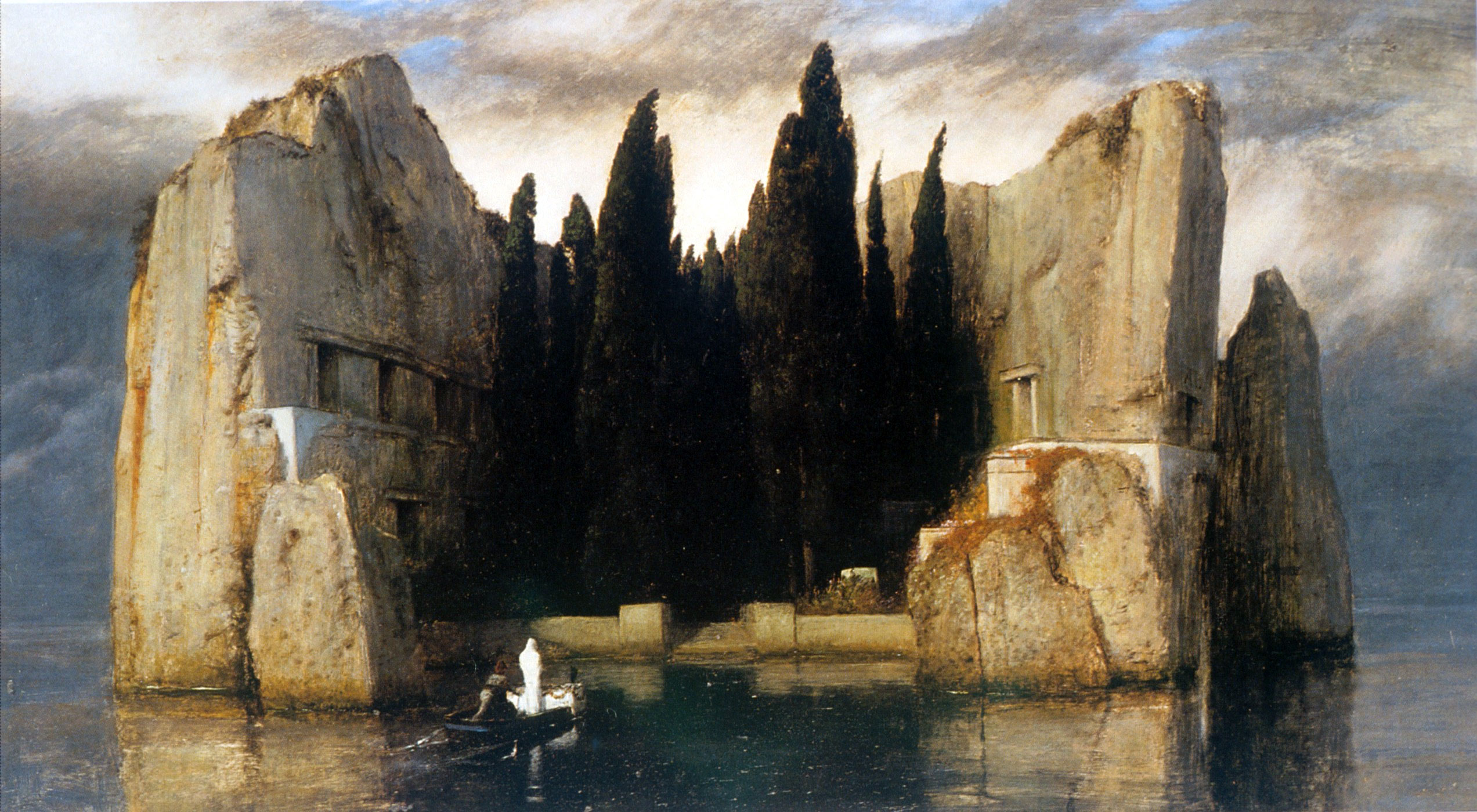
Картина Бёклина, под влиянием которой создавалась пьеса

- Дама в темном, дочь Умершего и Привратницы
- Полковник
- Мумия, жена Полковника
- Девушка, дочь Полковника (на самом деле дочь Старика)
- Важный господин, помолвлен с дамой в темном
- Невеста, прежде невеста Хуммеля, старуха с седыми волосами
- Иоганнсон, слуга Хуммеля
- Бенгтссон, слуга Полковника
- Кухарка
- Нищие

## Постановки и адаптации
«Соната призраков» впервые поставлена самим Стриндбергом 21 января 1908 года в стокгольмском Интимном театре. В дальнейшем ставилась такими знаменитыми режиссёрами, как Макс Рейнхардт, Анджей Вайда, Роже Блен и Ингмар Бергман (который ставил её четыре раза — в 1941, 1954, 1973 и 2000 годах).
В 1984 г. в Немецкой опере состоялась премьера оперы Ариберта Раймана на сюжет «Сонаты призраков».